# Оза
Оза (фр. Auzat) насеље је и општина у јужној Француској у региону Миди Пирене, у департману Арјеж која припада префектури Фоа.
По подацима из 2011. године у општини је живело 573 становника, а густина насељености је износила 3,52 становника/km². Општина се простире на површини од 162,74 km². Налази се на средњој надморској висини од 737 метара (максималној 3.140 m, а минималној 720 m).

## Демографија
| 1962. | 1968. | 1975. | 1982. | 1990. | 1999. | 2011. |
| ----- | ----- | ----- | ----- | ----- | ----- | ----- |
| 868   | 949   | 798   | 847   | 760   | 666   | 573   |

График промене броја становника у току последњих година